# 1931 în artă
← 1928 în artă — 1929 în artă — 1930 în artă ——  1931 în artă  —— 1932 în artă — 1933 în artă — 1934 în artă →
1931 în artă implică o serie de evenimente:

## Evenimente

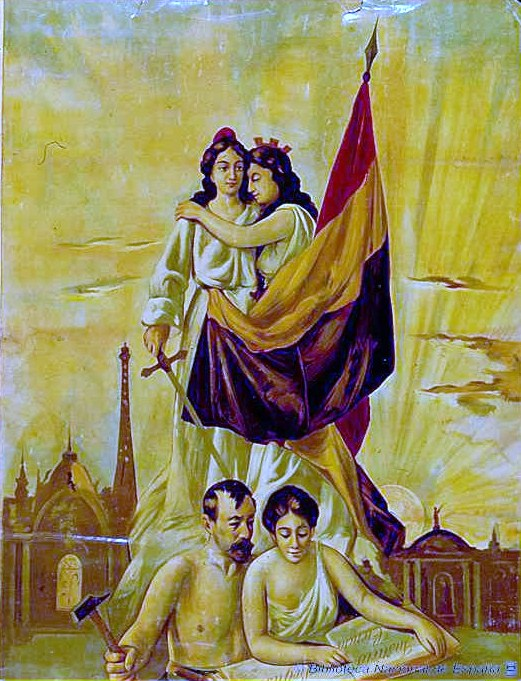
1931 — Pictură-alegorie, prezentând republicile franceză și spaniolă ca femei ce se adoră și se îmbărbătează

1931 - 1939 — Steagul Republicii Spaniole (în) — între 1931 și 1939

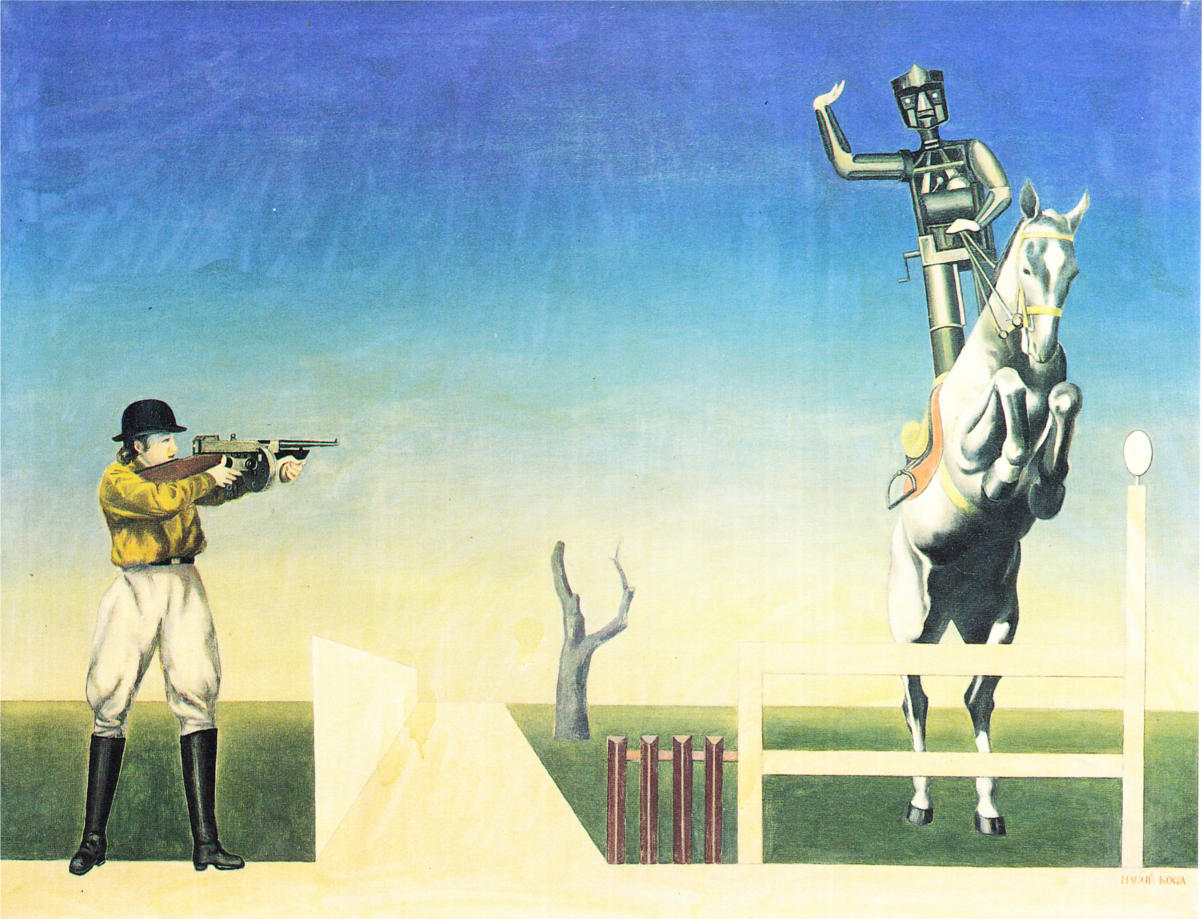
1931 — Harue Koga (1895 – 1933), pictor japonez avangardist, unul din primii suprarealiști din Țara Soarelui - Răsare — Expresie intelectuală traversând o linie reală – WikiData:Q3128001

### Evenimente artistice oriunde
- 15 februarie – Grupul artistic Abstraction-Création este format la Paris de Theo van Doesburg pentru a promova artă avangardistă non-figurativă, non-surrealistă. Alți membri fondatori includeau și pe Auguste Herbin, Jean Hélion și Georges Vantongerloo.[1]

- 4 octombrie – Prima apariție a benzii desenate Dick Tracy, creată de desenatorul Chester Gould.

 Toamna 
- Muzeul Whitney de Artă Americană este fondat de Gertrude Vanderbilt Whitney în clădirea sa originală din Greenwich Village, New York City.

- Galeria Pierre Matisse se deschide în New York City. Colecționarul Kay Kimbell, din Fort Worth,  Texas, achiziționează prima sa pictură, originile Muzeului de Artă Kimbell.

- Henry Moore își ține prima expoziție solo de sculpturi, la Galeriile Leicester din Londra.

 Fără date precise 

## Premii
- Premiul Archibald Prize s-a acordat lui John Longstaff pentru lucrarea Portretul Sir John Sulman

## Lucrări

### Lucrări oriunde
- Max Beckmann – Socialiții Parisului (în original Paris Society)
- Thomas Hart Benton – America astăzi (în original, America Today)
- Heitor da Silva Costa și Paul Landowski – Hristos Mântuitorul (în original, Christ the Redeemer (statuie, Rio de Janeiro)
- Salvador Dalí – Persistența memoriei (în original, The Persistence of Memory)
- Robert William Davidson – sculptura Eva (în original, Eve)
- Charles Demuth (vezi Precizionism) – Coș industrial și turn de apă – Chimney and Watertower
- Antonio Donghi – Femeie la cafenea - Woman at the Café
- Frida Kahlo – Frieda și Diego Rivera (în original, Frieda y Diego Rivera)
- Helmut Kolle – Autoportret cu cravată albă
- Tamara de Lempicka – Adam  și Eve
- René Magritte – Vocea spațiului (în original, La Voix des airs)
- Carl Milles – Monumentul aviatorului (Stockholm)
- Anne Marie Carl-Nielsen – Ciobănașul care cântă la un fluier de lemn – The Herd Boy playing a Wooden Flute (monument dedicat soțului ei, compozitorul Carl Nielsen (d. 1931), și plasat la locul lui de naștere, Nørre Lyndelse)
- Georgia O'Keeffe – Craniu de vacă:roșu, alb și albastru – Cow's Skull: Red (lucrare aflată laMetropolitan Museum of Art, New York City, statul  New York)
- Pablo Picasso – Figuri umane pe mare – Figures by the Sea
- Diego Rivera - Rivalii[2]
- Lorado Taft – sculptura Cruciatul (în original, The Crusader (sculptură)
- Carel Willink – Late Visitors to Pompeii
- Grant Wood
  - Locul de naștere a lui Herbert Hoover – în original, The Birthplace of Herbert Hoover
  - Arătură de toamnă – Fall Plowing – în original, [[Fall Plowing|
  - The Midnight Ride of Paul Revere

## Nașteri

### Ianuarie - iunie
- 1 ianuarie –
- 23 ianuarie –
- 3 martie –
- 28 martie –
- 24 aprilie –
- 7 mai –
- 22 iunie –

### Iulie - decembrie
- 3 iulie –
- 25 iulie –
- 1 august –
- 3 septembrie –
- 3 octombrie –
- 6 octombrie –

## Decese
- 23 ianuarie –
- 19 februarie –
- 16 martie –
- 15 mai –

## Galerie (lucrări din 1931)

Lucrări reprezentative
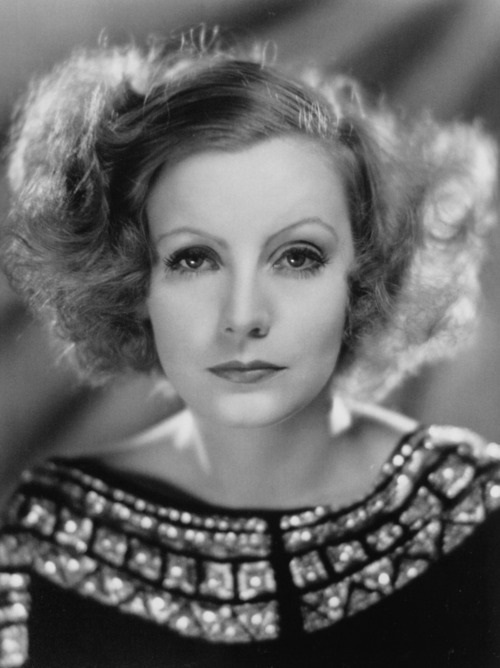
1931 – Greta Garbo (fotografie de protocol)
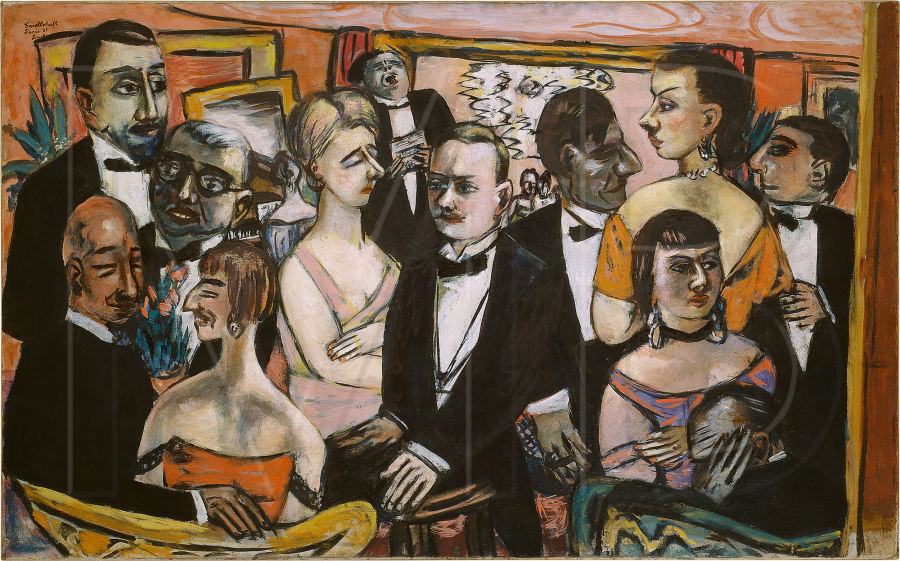
1931 — Max (Carl Friedrich) Beckmann (1884 – 1950) → WikiData:Q164683 – Socialiții Parisului (în original, germană Gesellschaft Paris)
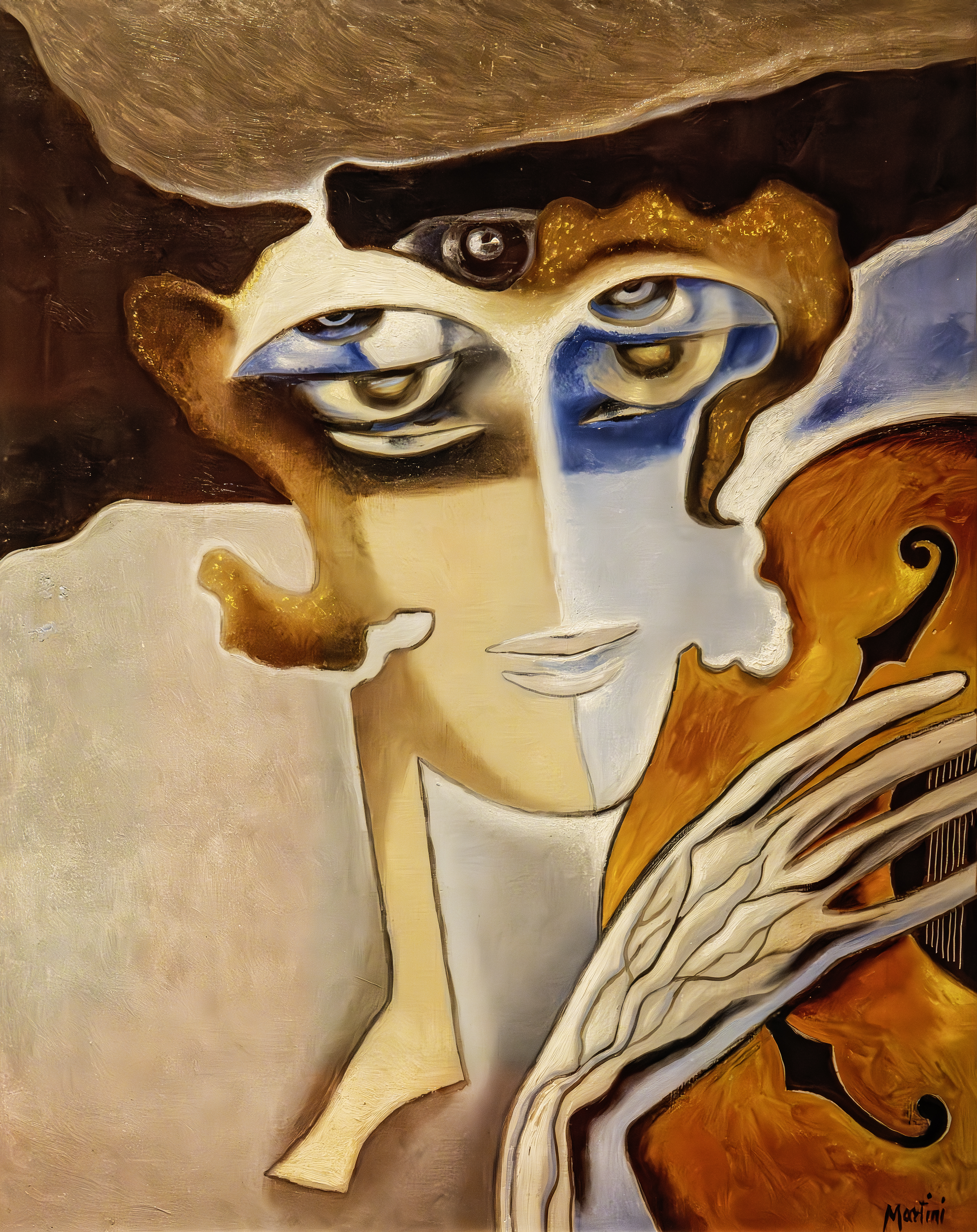
1931 — Alberto Martini (1876 – 1954) → WikiData:Q2831794 – Marchiza Casati ca Euterpe
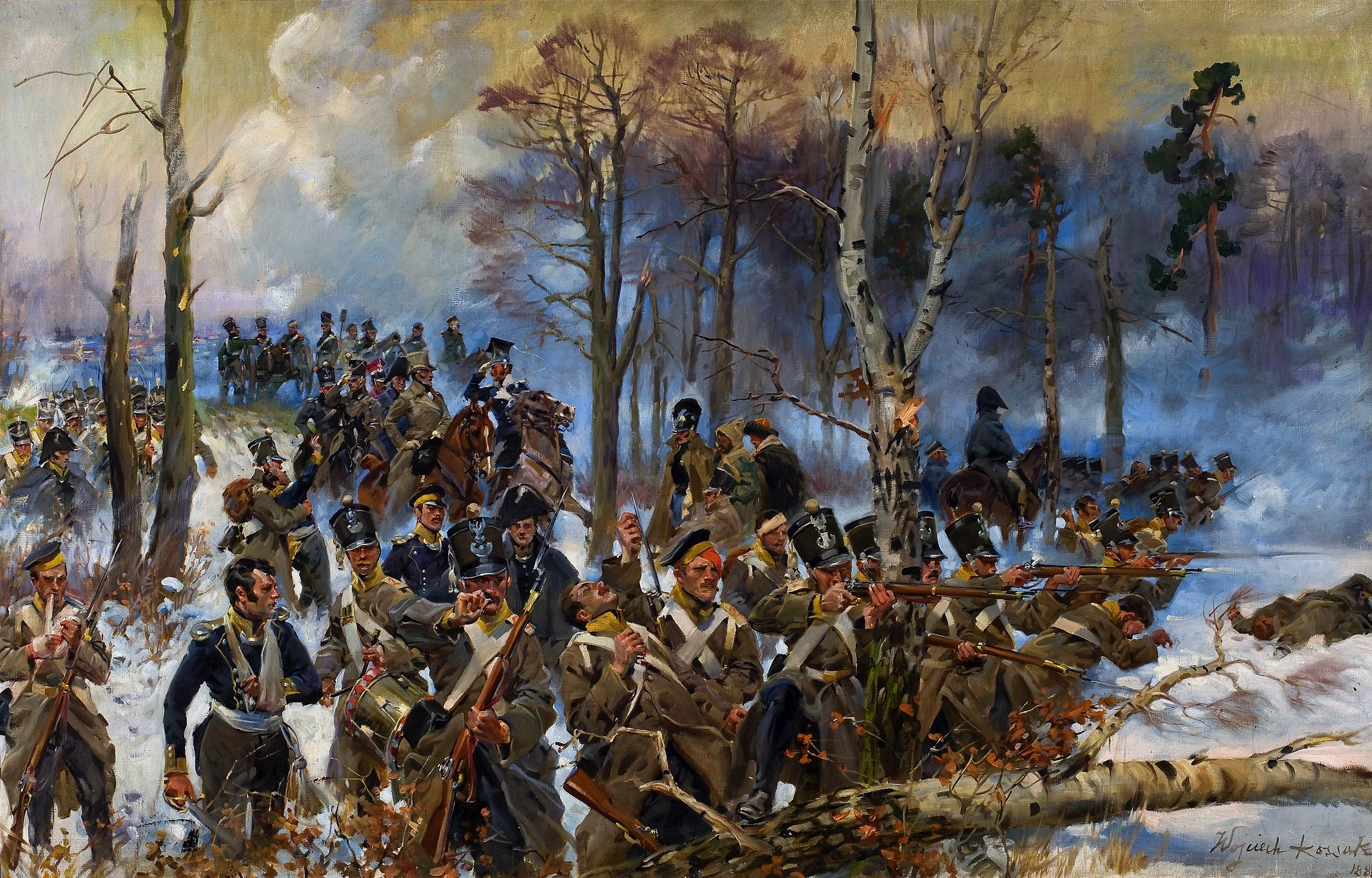
Circa 1931 — Wojciech Kossak (1856 – 1942) → WikiData:Q727637 – Bătălia de la Olszynka Grochowska